# Tratado de Bucarest (1916)
El Tratado de Bucarest fue un tratado internacional firmado entre las Potencias de la Entente y el Reino de Rumanía, en Bucarest, capital de este último país, el 17 de agosto de 1916, en el marco de la Primera Guerra Mundial.

## Antecedentes
En 1915 el teniente coronel Christopher Thompson, que hablaba francés con fluidez, fue enviado a Bucarest como agregado militar británico por Horatio Kitchener para conseguir la entrada de Rumanía en la guerra. Sin embargo, al llegar al país pronto observó que Rumanía estaba mal armada y que si entraba en la contienda debería afrontar una guerra en tres frentes: contra el Imperio austrohúngaro, contra el Imperio otomano y contra Bulgaria. Por ello Rumanía representaba más una responsabilidad que un activo para los Aliados. Pese a las deficiencias rumanas se firmó una Convención Militar entre la Entente y Rumanía el 13 de agosto de 1916, y Thompson se puso al frente de la Misión Militar Británica en Rumanía.

## Tratado
El tratado estaba formado por dos partes: un tratado político y una convención militar.
En el tratado político la Entente reconocía el derecho de Rumanía a incorporar Transilvania, Crişana, Maramureş, Bucovina y el Banato y a ser tratado con igualdad a sus aliados en las conferencias de paz. El pacto prohibía que se firmase la paz hasta que Rumanía se anexase los territorios enumerados en él.
La convención militar estableció que Rumanía debía atacar al Imperio austrohúngaro por el sur, mientras que Rusia iniciaba una ofensiva en el frente oriental para apoyar la incursión rumana en Transilvania. El comandante en jefe ruso se comprometió a enviar dos divisiones de infantería y una de caballería a Dobruja para proteger la retaguardia rumana de un posible ataque búlgaro.
Franceses y británicos, por su parte, prometieron iniciar una ofensiva en el frente de Tesalónica para provocar una retirada búlgara.

## Cesiones territoriales
Como compensación, en cuanto la guerra concluyera, Rumanía recibiría los siguientes territorios:
- Transilvania, Crişana y Maramureş, territorios controlados por Hungría pero de población mayoritariamente rumana pero con minorías húngaras y alemanas.
- El Banato, controlado por Hungría, y de población mayoritariamente rumana pero con minorías alemanas, serbias y húngaras.
- Bucovina, territorio controlado por Austria con población rumana y ucraniana.